# 凌稚隆

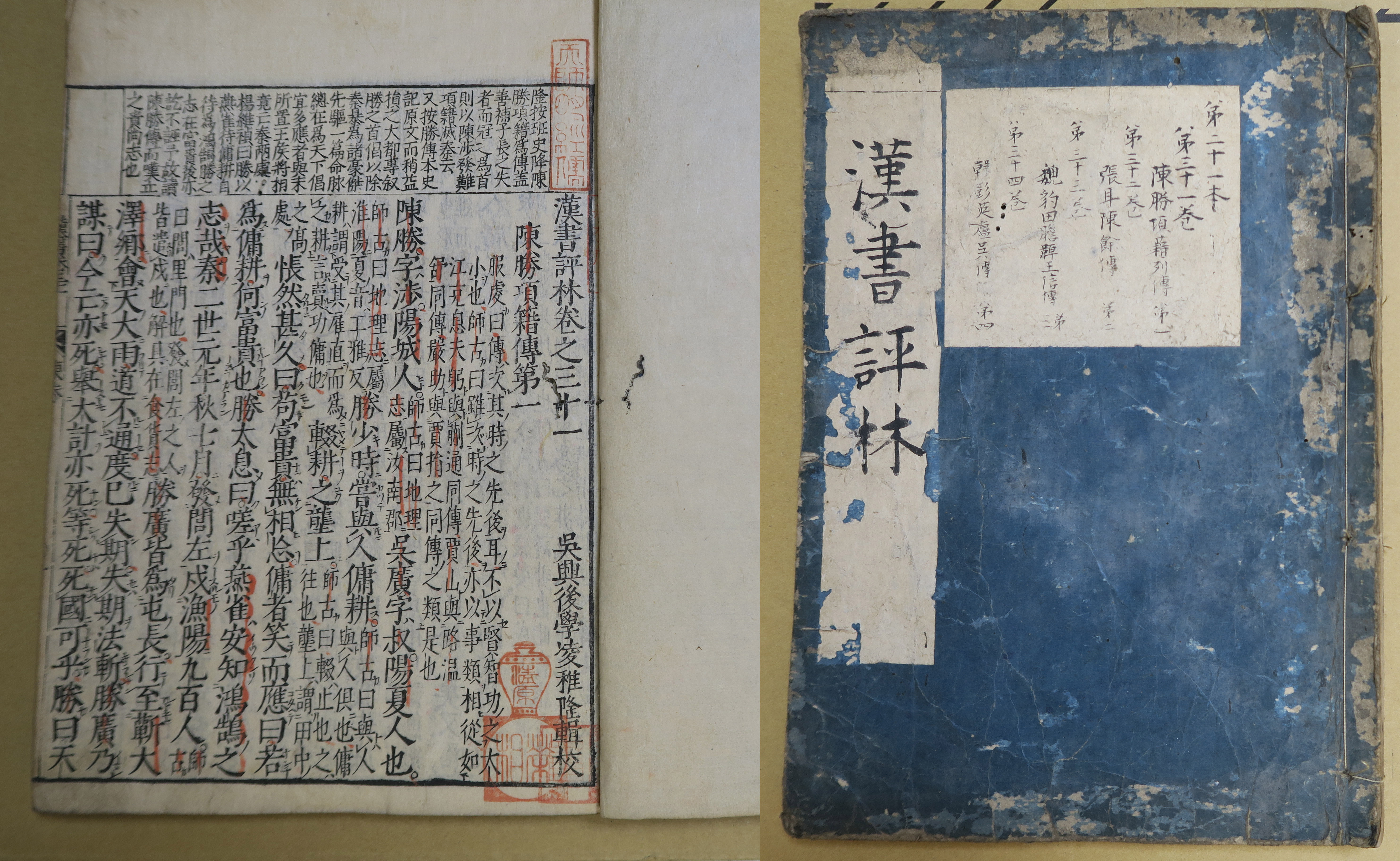
凌稚隆《漢書評林》。

凌稚隆（？—？），字以棟，號磊泉，浙江湖州府烏程縣人，明代學者。祖先世代為官，凌濛初即其從侄。

## 生平
篤志好學，滿腹經綸，著作等身。叔父凌約言是嘉靖十九年（1540年）舉人，官至大名府通判，後辭官致仕。後與從兄凌迪知一起從事編纂工作。曾仿陰時夫《韻府群玉》之例編成《五車韻瑞》160餘卷，又收集174家評《漢書》言論，編成《漢書評林》100卷，是《漢書》研究的集大成之作。凌稚隆所撰所刻的《史記評林》、《漢書評林》都由茅坤（1512年－1601年）作序。

## 著作
《史記評林》、《漢書評林》、《春秋評注測義》、《史記纂》、《五車韻瑞》等。